# Сан Фјор ди Сото
Сан Фјор ди Сото (итал. San Fior di Sotto) јесте насеље у Италији у округу Тревизо, региону Венето.
Према процени из 2011. у насељу је живело 853 становника. Насеље се налази на надморској висини од 44 м.